# Oberliga Nord 1959/60
In 1959/60 werd het dertiende kampioenschap gespeeld van de Oberliga Nord, een van de vijf hoogste klassen in het West-Duitse voetbal. Hamburger SV werd kampioen en Werder Bremen vicekampioen. Beide clubs plaatsten zich voor de eindronde om de Duitse landstitel. Werder werd tweede in zijn groep terwijl HSV groepswinnaar werd en zich plaatste voor de finale, die met 3-2 gewonnen werd van 1. FC Köln.

## Eindstand
| Plaats | Club                   | Wed. | W  | G  | V  | Saldo | Ptn. |
| ------ | ---------------------- | ---- | -- | -- | -- | ----- | ---- |
| 1.     | Hamburger SV           | 30   | 20 | 5  | 5  | 96:38 | 45   |
| 2.     | Werder Bremen          | 30   | 18 | 5  | 7  | 71:47 | 41   |
| 3.     | VfL Osnabrück          | 30   | 17 | 5  | 8  | 54:33 | 39   |
| 4.     | FC St. Pauli           | 30   | 14 | 8  | 8  | 54:38 | 36   |
| 5.     | TuS Bremerhaven 93     | 30   | 13 | 8  | 9  | 59:47 | 34   |
| 6.     | Hannover 96            | 30   | 16 | 2  | 12 | 61:51 | 34   |
| 7.     | VfV Hildesheim         | 30   | 14 | 4  | 12 | 42:44 | 32   |
| 8.     | Eintracht Braunschweig | 30   | 10 | 11 | 9  | 43:44 | 31   |
| 9.     | Holstein Kiel          | 30   | 8  | 11 | 11 | 50:52 | 27   |
| 10.    | VfR Neumünster 1910    | 30   | 11 | 4  | 15 | 47:50 | 26   |
| 11.    | Altonaer FC 1893       | 30   | 9  | 8  | 13 | 44:49 | 26   |
| 12.    | Concordia Hamburg      | 30   | 10 | 6  | 14 | 44:56 | 26   |
| 13.    | ASV Bergedorf 85       | 30   | 10 | 6  | 14 | 48:68 | 26   |
| 14.    | VfB Lübeck             | 30   | 9  | 7  | 14 | 40:53 | 25   |
| 15.    | 1. FC Phönix Lübeck    | 30   | 7  | 6  | 17 | 39:70 | 20   |
| 16.    | Eintracht Osnabrück    | 30   | 2  | 8  | 20 | 26:78 | 12   |

|  | Kampioen, geplaatst voor nationale eindronde |
|  | Geplaatst voor nationale eindronde           |
|  | Degradatie                                   |

## Promotie-eindronde

### Kwalificatie Nedersaksen
De vicekampioenen van de twee Nedersaksische Amateuroberliga's speelden tegen elkaar voor een plaats in de eindronde. 
|               |                     |       |                    |          |
| 28 april 1960 | SV Arminia Hannover | 2 - 1 | Eintracht Nordhorn | Hannover |
| 28 april 1960 |                     |       |                    | Hannover |

### Groep A
| Plaats | Club                | Wed. | Wa | G | V | Saldo | Ptn. |
| ------ | ------------------- | ---- | -- | - | - | ----- | ---- |
| 1.     | Heider SV           | 6    | 3  | 3 | 0 | 14:07 | 9    |
| 2.     | Leu Braunschweig    | 6    | 2  | 3 | 1 | 14:10 | 7    |
| 3.     | SV Arminia Hannover | 6    | 2  | 1 | 3 | 15:16 | 5    |
| 4.     | Harburger TB 1865   | 6    | 1  | 1 | 4 | 13:23 | 3    |

|  | Promotie naar Oberliga Nord 1960/61 |

### Groep B
| Plaats | Club                | Wed. | Wa | G | V | Saldo | Ptn. |
| ------ | ------------------- | ---- | -- | - | - | ----- | ---- |
| 1.     | VfB Oldenburg       | 6    | 3  | 2 | 1 | 13:10 | 8    |
| 2.     | SC Victoria Hamburg | 6    | 3  | 2 | 1 | 13:11 | 8    |
| 3.     | SV Friedrichsort    | 6    | 3  | 0 | 3 | 17:10 | 6    |
| 4.     | Polizei SV Bremen   | 6    | 1  | 0 | 5 | 06:10 | 2    |

|  | Play-off voor promotie naar Oberliga Nord 1960/61 |

|              |               |       |                     |                                |
| 11 juni 1960 | VfB Oldenburg | 2 - 1 | SC Victoria Hamburg | Niedersachsenstadion, Hannover |
| 11 juni 1960 |               |       |                     | Niedersachsenstadion, Hannover |